# Sedloňovský vrch (přírodní rezervace)
Sedloňovský vrch je přírodní rezervace poblíž obce Sedloňov v okrese Rychnov nad Kněžnou. Oblast spravuje AOPK ČR Správa CHKO Orlické hory. Důvodem ochrany je smíšený porost pralesovitého charakteru.

## Galerie

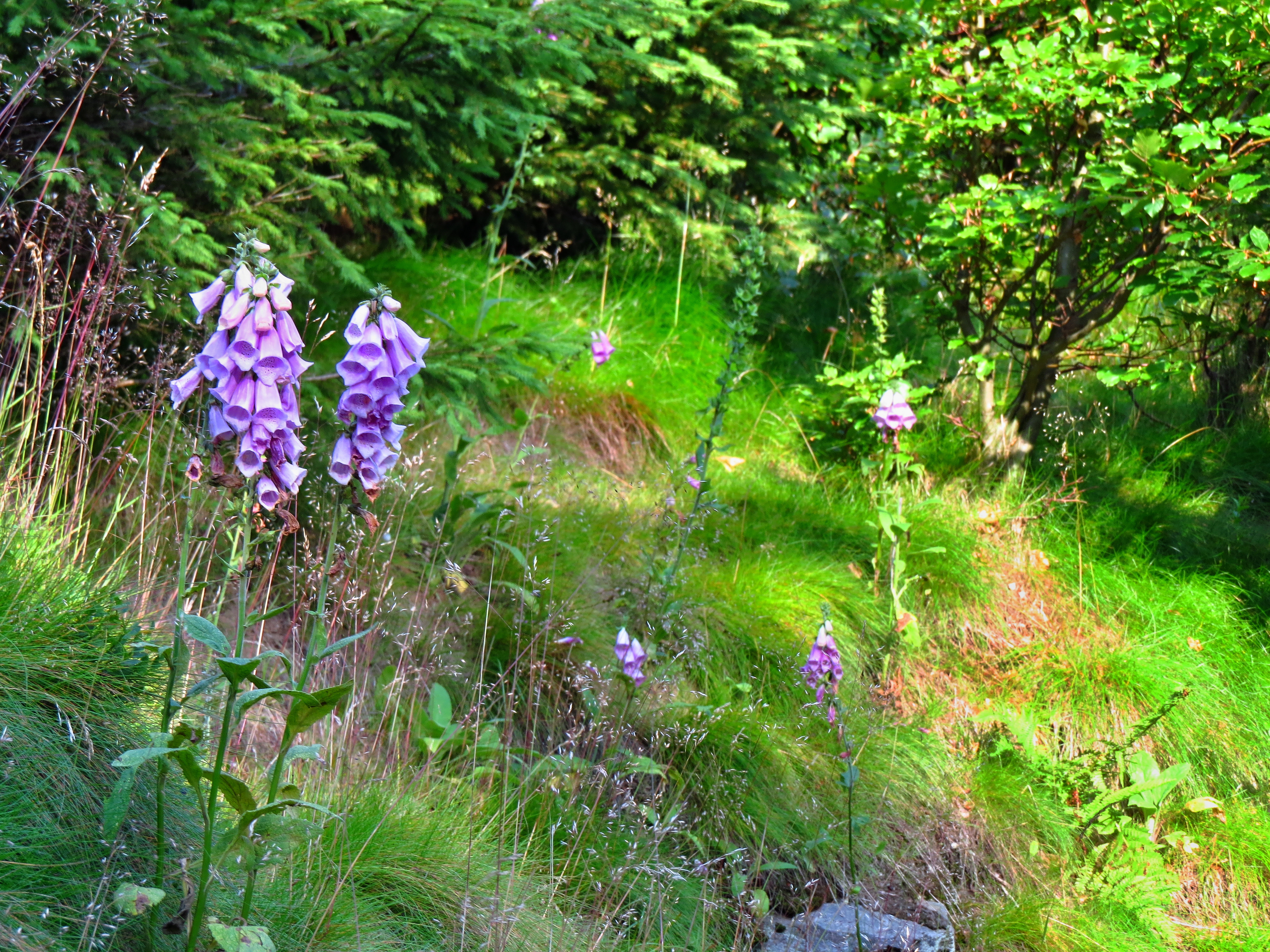
Květena v rezervaci
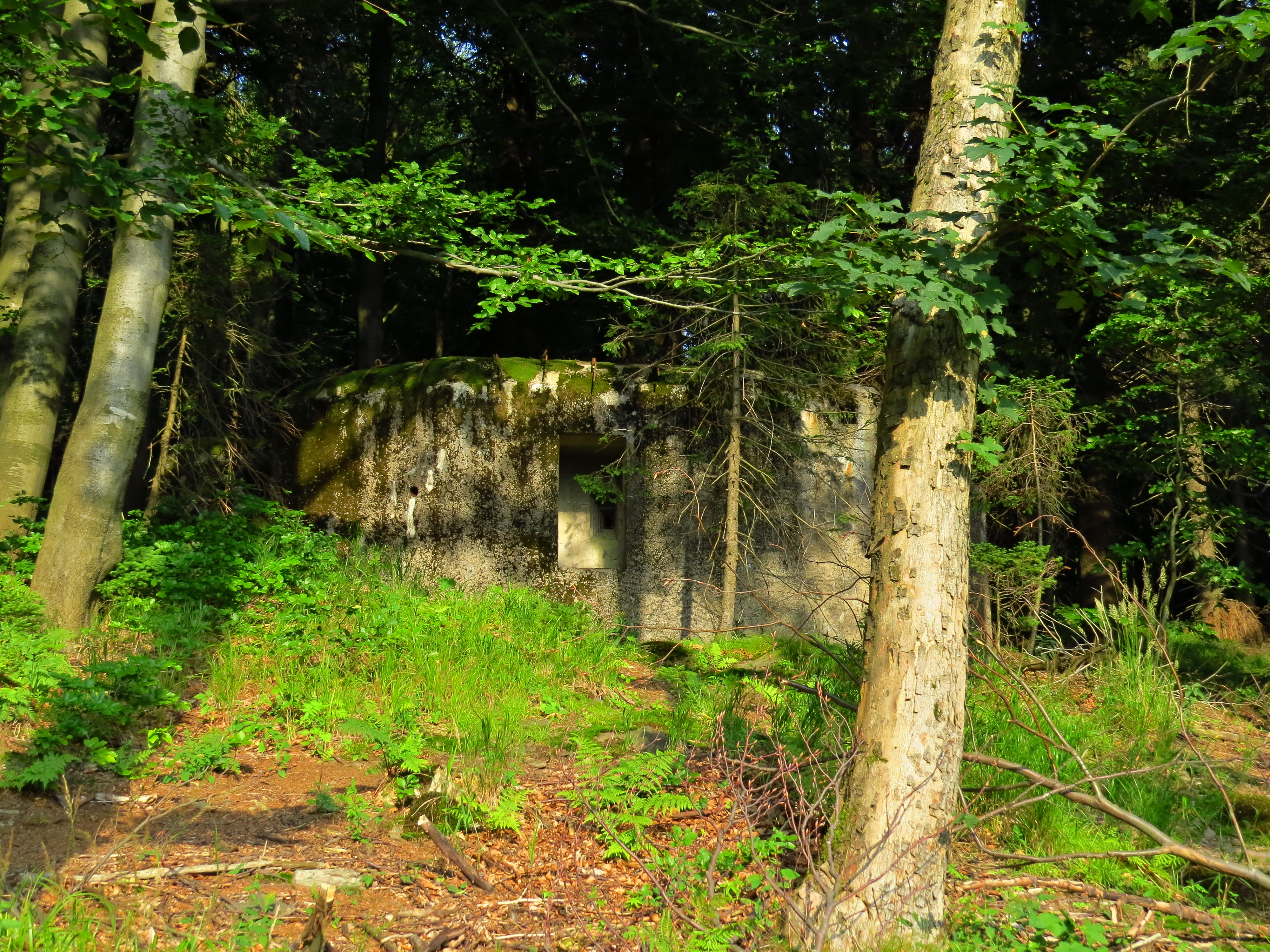
Jeden z několika bunkrů na území rezervace
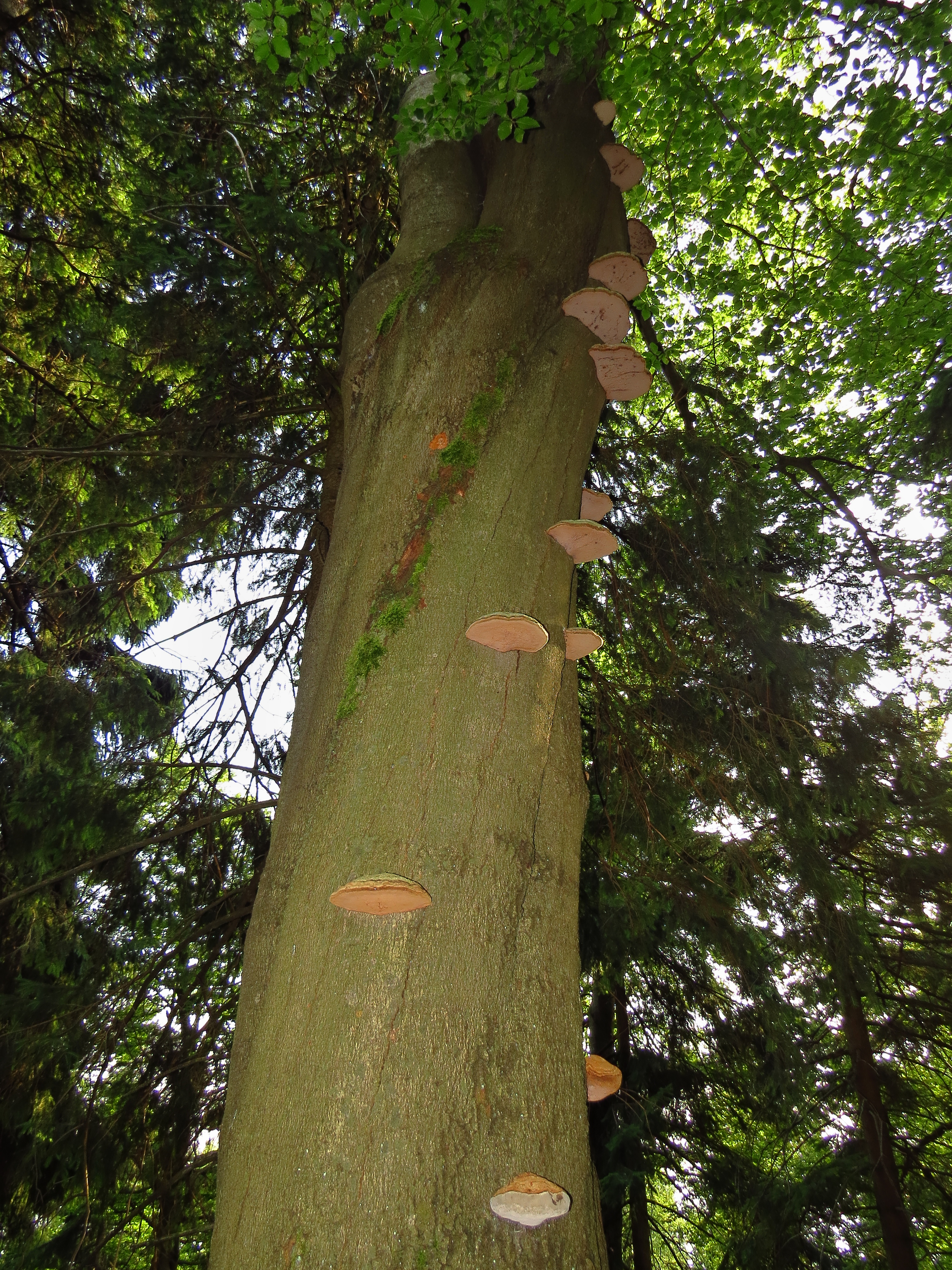
Prales na Sedloňovském vrchu
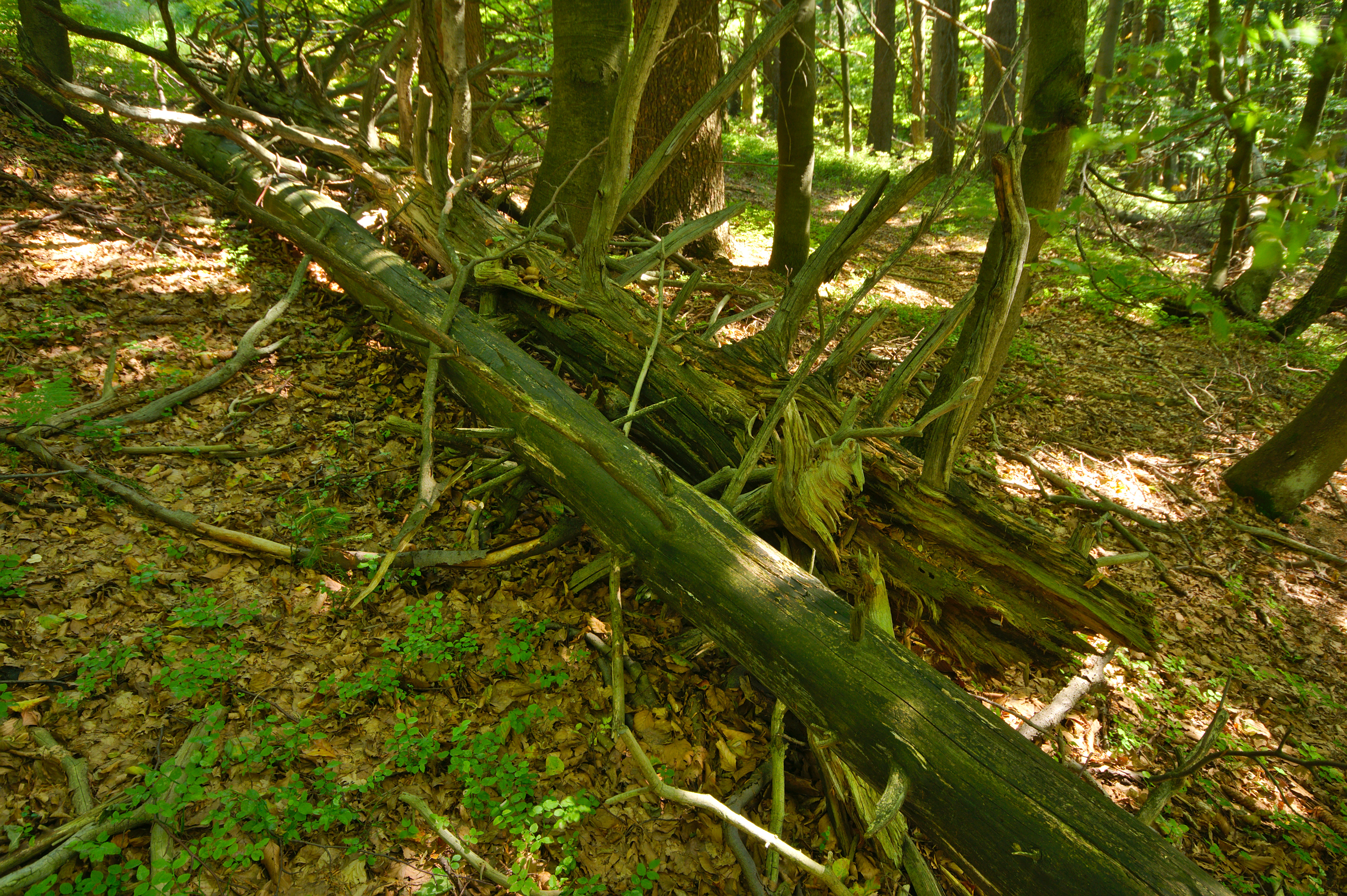
Odumírající dřevo